# Bramac
Bramac Dachsysteme International GmbH ist ein Hersteller von Dachsteinen mit Firmensitz in Pöchlarn (Österreich). Eigentümer des Unternehmens ist die Braas Monier Building Group. Bramac bietet komplette Dachsysteme an und produziert selbst die dazugehörigen Dachsteine aus Beton. In Österreich betreibt der Konzern neben der Hauptverwaltung noch eine zweite Produktionsstätte in Gaspoltshofen (Oberösterreich) und ein Auslieferungslager in Gleisdorf (Steiermark). Ein Sandwerk in Lackenbach (Burgenland) gehört auch zum Unternehmen.
Die Bramac betreibt elf Dachsteinwerke in Mittel- und Osteuropa, ca. 900 Mitarbeiter erwirtschafteten 2010 einen Umsatz von über 113 Mio. Euro. Bisher wurden mehr als 3,83 Milliarden Dachsteine produziert.

## Geschichte
- 1966 wurde die Firma durch Rudolf Braas sowie Hofman & Maculan[1] am Standort Pöchlarn gegründet. Der Name leitet sich ab aus den Buchstaben BRA (Braas) und MAC (Maculan).
- 1969 erwarb Wienerberger nach Ausscheiden von Hofman & Maculan die 50 % der Unternehmensanteile.
- 1973 errichtete das Unternehmen ein zweites Werk in Gaspoltshofen.
- 1978 erhielt das Unternehmen die Staatliche Auszeichnung
- 1984 startete die Bramac in Zentral- und Osteuropa  mit dem ersten Joint Venture in Ungarn.
- 1991 erfolgte die Gründung der Niederlassungen in Tschechien und Slowenien.
- 1993 erste Aktivitäten auf dem kroatischen Markt.
- 1994 weitere Ausdehnung nach Osten und Start in der Slowakei.
- 1996 50 % der Anteile von Braas wurden von Lafarge Roofing übernommen.
- 1998 erfolgte der Bau der Niederlassung in Bulgarien. Gleichzeitig stieg Bramac Österreich in den Geschäftsbereich Solar ein und erweiterte sein Produktsortiment um Indach-Kollektoren.
- 1999 ist Bramac nun auch in Bosnien-Herzegowina vertreten.
- 2002 Bramac ist nun auch in Serbien und Montenegro vertreten.
- 2008 Gründung von Bramac Albanien und Bramac Mazedonien.
- 2011 übernimmt die Monier-Gruppe den 50 % Anteil der Wienerberger AG und wird somit 100 % Eigentümer von Bramac Dachsysteme International

## Produkte
Das Unternehmen stellt Dachsteine, Dachsystemkomponenten, Solarthermie und Photovoltaik her.